# ماسارن
ماسارُن (به اسپانیایی: Mazarrón) یکی از شهرداری‌های کومارکای شرقی و در بخش خودمختار مورسیا در کشور اسپانیا قرار دارد. تا سال ۲۰۱۰ مساحت این شهرداری ۳۱۸ کیلومتر مربع و جمعیت آن ۳۵٬۴۰۸ تَن می‌باشد.